# Битва на Салуине
Битва на реке Салуин — сражение, произошедшее в сентябре 1718 года между цинским экспедиционным корпусом и частью джунгарского военного контингента в Тибете.

## История
После захвата Тибета в 1717 году джунгарским хунтайджи Цэван-Рабданом цинский император Канси отдал распоряжение изгнать его оттуда, однако сравнительная удалённость и труднодоступность территории Центрального Тибета не дали китайцам возможности для немедленной реакции. На следующий год военная экспедиция, собранная из ханьцев и хуэйцзу, вышла из Синина на запад кратчайшим путём до Лхасы по пустынной местности Длительный переход истощил запасы провизии китайцев и их физические силы, что вынудило командира отряда Эрэнтэя остановиться недалеко от Лхасы, в местности Дам в верховьях реки Салуин, где китайцы возвели небольшое каменное укрепление и занялись заготовкой фуража в окрестных поселениях. Узнав о приближении китайцев, джунгары мобилизовали силы; в открытом бою Эрэнтэй был убит, и началась длительная осада укрепления, поддерживаемая местным тибетским населением. Под конец осады китайцы, исчерпав запасы продовольствия, начали есть обозных животных, собственных лошадей и трупы погибших солдат.
Через посредство некоторых лам-тибетцев китайцы сумели достичь соглашения о том, что им будет позволено покинуть укрепления и вернуться в Синин, однако после того, как они вышли из ворот крепости, все поголовно были перерезаны джунгарами.